# 哈比希茨瓦尔德
哈比希茨瓦尔德是德国黑森州的一个市镇。总面积28.21平方公里，总人口5103人，其中男性2518人，女性2585人（2011年12月31日），人口密度181人/平方公里。